# Raúl Domínguez Rex
Raúl Domínguez Rex (Ciudad de México, 20 de septiembre de 1970) Político mexicano, miembro del Partido Revolucionario Institucional y líder sindical de la CTC.
En octubre de 2018, fue nombrado Subsecretario de Desarrollo Municipal del Gobierno del Estado de México, por el C. Gobernador Constitucional, Lic. Alfredo del Mazo
Como Diputado Federal en la LXIII Legislatura durante el primer año legislativo fue Presidente de la Comisión de Desarrollo Urbano y Ordenamiento Territorial y durante el segundo año legislativo fue Secretario Secretario de la Mesa Directiva Archivado el 27 de febrero de 2018 en Wayback Machine. de la Cámara de Diputados.

## Estudios
Realizó la licenciatura en Derecho de 1989 a 1994. Posteriormente del 2000 al 2002 realizó la maestría en Administración Pública en la Universidad Anáhuac.
Ha cursado diversos seminarios y diplomados entre los que destacan Marketing Político 2006, Gobiernos y Políticas en América Latina, en la Universidad Complutense de Madrid, España, y los Talleres de Elecciones Históricas en Estados Unidos de América 2008, 2012 y 2013 por la George Washington University

## Trayectoria Política
En el año 2000 se desempeñó como Asesor del Comité Directivo Estatal del PRI en el Estado de México. Asimismo participó como consejero político municipal, estatal y nacional del Partido Revolucionario Institucional.
El 21 de junio de 2011 tomó protesta como Delegado Especial en funciones de presidente del Partido Revolucionario Institucional del Estado de México, para posteriormente ser elegido como presidente en octubre del mismo año.
Como presidente del Comité Directivo Estatal del PRI fue coordinador de la campaña estatal del entonces presidente de la República, así como de las campañas locales de las elecciones de 2012, (presidentes municipales, así como diputados locales y federales).
Durante el proceso electoral 2016 fue nombrado Delegado Especial del Comité Ejecutivo Nacional del PRI en Zacatecas. 
Así mismo durante el proceso electoral 2017 fue nombrado Coordinador de Operación Política y Territorial del Comité Directivo Estatal del PRI Estado de México.

## Cargos de Elección Popular
Ha sido electo como regidor dos veces en uno de los municipios más industrializados del Estado de México: Naucalpan de Juárez, (periodos 1994-1996 y 2000-2003). 
Del 2006 al 2009 se desempeña como diputado local propietario del PRI en la LVI Legislatura del Estado de México por el Distrito XX, con cabecera en Zumpango de Ocampo.
Del 2009 al 2012 es electo por mayoría relativa como diputado federal del PRI en la LXI Legislatura del Congreso de la Unión de México por el Distrito electoral federal 2 del estado de México.
En el 2015 fue elegido por mayoría relativa como Diputado Federal por el Distrito II del Estado de México. Fue presidente de la Comisión de Desarrollo Urbano y Ordenamiento Territorial durante el Priemer Año Legislativo y Secretario de la Mesa Directiva de la Cámara de Diputados durante el Segundo Año Legislativo de la LXIII Legislatura, y pidió licencia en el septiembre del 2017.

## Administración Pública
En el 2014 fue nombrado Secretario de Desarrollo Metropolitano del Gobierno del Estado de México por el C. Gobernador Constitucional, Dr. Eruviel Ávila Villegas.
En septiembre de 2017, fue nombrado Subsecretario de Gobierno Valle de México Región Nororiente del Gobierno del Estado de México.
El 1 de octubre de 2018, fue nombrado Subsecretario de Desarrollo Municipal del Gobierno del Estado de México.

## Asociaciones a las que pertenece
Incursiona a la actividad sindical desde 1992 cuando fungió como Oficial Mayor del Comité Ejecutivo Nacional de la Confederación de Trabajadores y Campesinos (CTC).
Fundó y presidió “Juventud Democrática Vanguardista” de la CTC.
En el año de 1995 estuvo como Secretario en el Congreso Federal del Trabajo.
Secretario General de la Federación Autónoma de Trabajadores de Cuautitlán (FATC). 
Miembro del Comité Ejecutivo Nacional de la Confederación de Trabajadores y Campesinos (CTC).
| Predecesor: Luis Videgaray Caso   | Presidente del Comité Directivo Estatal del PRI en el Estado de México 2011 - 2014                   | Sucesor: Carlos Iriarte Mercado |
| Predecesor: Isidro Pastor Medrano | Secretario de Desarrollo Metropolitano del Gobierno del Estado de México junio 2014 - diciembre 2014 | Sucesor: Por definir            |